# Надже, Крис-Кевин
Крис-Кевин Надже (фр. Chris-Kévin Nadje; род. 14 августа 2001, Абиджан) — ивуарийский футболист, полузащитник клуба «Фейеноорд».

## Клубная карьера
Надже — воспитанник клуба «Ланс». В 2020 году игрок подписал контракт с «Лавалем», где выступал за дублирующий состав. В 2023 году Надже перешёл в «Версаль». 18 августа в матче против «Мартига» он дебютировал в Лиге 3. 15 сентября в поединке против «Шатору» Крис-Кевин забил свой первый гол за «Версаль».
14 июня 2024 года Надже подписал контракт с нидерландским «Фейеноордом». 25 августа в поединке против роттердамской «Спарты» он дебютировал в Эредивизи.